# テーラー・デント
テイラー・フィリップ・デント（Taylor Phillip Dent, 1981年4月24日 - ）は、アメリカ合衆国カリフォルニア州ニューポートビーチ出身の男子プロテニス選手。1974年全豪オープン男子シングルス準優勝者フィル・デントの息子で、親子2代プロテニス選手としてよく知られる。息子のテーラーは、男子プロテニス界でも屈指のビッグ・サーバーの選手で、強力なサーブ・アンド・ボレーを最大の武器にしていた。シングルス自己最高ランキングは21位。ATPツアーでシングルス4勝を挙げた。身長188cm、体重88kg、右利き。

## 選手経歴
往年の名選手フィル・デントが31歳の時に生まれた息子は、父親のダブルス・パートナーであったジョン・アレクサンダーが名付け親となった。しかし、息子がテニスを始めたのは10歳からであった。1998年にプロ入り。同年の全米オープンで4大大会にデビューし、マラト・サフィンとの2回戦に進出する。それから2年後の2000年ウィンブルドン選手権でウィンブルドン初出場を果たしたテイラーは、1回戦で第2シードのアンドレ・アガシに6-2, 3-6, 0-6, 0-4で途中棄権したが、アガシは「（あのフィル・デントの息子が）大きくなって、ここまで来たね」と賞賛を惜しまなかった。2002年7月のテニス殿堂選手権決勝でジェームズ・ブレークを破り、ツアー初優勝を果たす。2003年はツアーで年間3勝を挙げ、全米オープンで初の4回戦に進出したが、ここでもアガシの前で途中棄権してしまった。テイラーは、2005年ウィンブルドン選手権で4回戦進出を果たしたが、4大大会でベスト8以上の成績はない。
2004年アテネ五輪で、テイラーはアメリカ代表選手として男子シングルスのベスト4に勝ち残ったが、準決勝でチリのニコラス・マスーに6-7, 1-6で敗れた。3位決定戦でもチリのフェルナンド・ゴンサレスに4-6, 6-2, 14-16の激戦で敗れ、銅メダル獲得はならなかった。アテネ五輪銅メダルを逃した後、ジャパン・オープン・テニス選手権決勝でイジー・ノバクに7-5, 1-6, 3-6の逆転で敗れた準優勝がある。
その後は背中の故障が長引き、試合出場数が少なくなっていた。2009年全米オープンで、デントは久々の3回戦進出を果たし、第2シードのアンディ・マリーに3-6, 2-6, 2-6のストレートで敗れた。
デントは2010年に現役を引退した。
デントは2006年に同じアメリカのテニス選手のジェニファー・ホプキンスと結婚し、2010年に長男が誕生している。

## ATPツアー決勝進出結果

### シングルス: 7回 (4勝3敗)
| 大会グレード                                  |
| グランドスラム (0-0)                          |
| テニス・マスターズ・カップ (0-0)              |
| ATPマスターズシリーズ (0-0)                   |
| ATPインターナショナルシリーズ・ゴールド (1-1) |
| ATPインターナショナルシリーズ (3-2)           |

| サーフェス別タイトル |
| ハード (2-3)         |
| クレー (0-0)         |
| 芝 (1-0)             |
| カーペット (1-0)     |

| 結果   | No. | 決勝日         | 大会               | サーフェス        | 対戦相手                     | スコア                  |
| ------ | --- | -------------- | ------------------ | ----------------- | ---------------------------- | ----------------------- |
| 優勝   | 1.  | 2002年7月7日   | ニューポート       | 芝                | ジェームズ・ブレーク         | 6–1, 4–6, 6–4           |
| 優勝   | 2.  | 2003年2月17日  | メンフィス         | ハード (室内)     | アンディ・ロディック         | 6–1, 6–4                |
| 優勝   | 3.  | 2003年9月22日  | バンコク           | ハード (室内)     | フアン・カルロス・フェレーロ | 6–3, 7–6(5)             |
| 優勝   | 4.  | 2003年9月29日  | モスクワ           | カーペット (室内) | サルギス・サルグシアン       | 7–6(5), 6–4             |
| 準優勝 | 5.  | 2004年10月10日 | 東京               | ハード            | イジー・ノバク               | 7–5, 1–6, 3–6           |
| 準優勝 | 6.  | 2005年1月9日   | アデレード         | ハード            | ヨアキム・ヨハンソン         | 5–7, 3–6                |
| 準優勝 | 7.  | 2005年7月24日  | インディアナポリス | ハード            | ロビー・ジネプリ             | 6–4, 3–6, 0–3, 途中棄権 |

### ダブルス: 1回 (0勝1敗)
| 結果   | No. | 決勝日        | 大会 | サーフェス | パートナー                       | 対戦相手                                        | スコア           |
| ------ | --- | ------------- | ---- | ---------- | -------------------------------- | ----------------------------------------------- | ---------------- |
| 準優勝 | 1.  | 2004年9月19日 | 北京 | ハード     | アレックス・ボゴモロフ・ジュニア | ジャスティン・ギメルストブ グレイドン・オリバー | 6–4, 4–6, 6–7(6) |

## 4大大会シングルス成績
略語の説明
| W | F | SF | QF | #R | RR | Q# | LQ | A | Z# | PO | G | S | B | NMS | P | NH |

W=優勝, F=準優勝, SF=ベスト4, QF=ベスト8, #R=#回戦敗退, RR=ラウンドロビン敗退, Q#=予選#回戦敗退, LQ=予選敗退, A=大会不参加, Z#=デビスカップ/BJKカップ地域ゾーン, PO=デビスカップ/BJKカッププレーオフ, G=オリンピック金メダル, S=オリンピック銀メダル, B=オリンピック銅メダル, NMS=マスターズシリーズから降格, P=開催延期, NH=開催なし.
| 大会           | 1997 | 1998 | 1999 | 2000 | 2001 | 2002 | 2003 | 2004 | 2005 | 2006 | 2007 | 2008 | 2009 | 2010 | 通算成績 |
| -------------- | ---- | ---- | ---- | ---- | ---- | ---- | ---- | ---- | ---- | ---- | ---- | ---- | ---- | ---- | -------- |
| 全豪オープン   | A    | A    | LQ   | LQ   | LQ   | 3R   | A    | 3R   | 3R   | 1R   | A    | A    | 1R   | 2R   | 7–6      |
| 全仏オープン   | A    | A    | A    | A    | A    | A    | 1R   | 1R   | A    | A    | A    | A    | A    | 2R   | 1–3      |
| ウィンブルドン | A    | A    | A    | 1R   | 2R   | 3R   | 1R   | 3R   | 4R   | A    | A    | A    | 1R   | 2R   | 9–8      |
| 全米オープン   | LQ   | 2R   | 1R   | 1R   | 2R   | 1R   | 4R   | 2R   | 3R   | A    | A    | A    | 3R   | 2R   | 11–10    |